# Waffen-SS
Waffen-SS (W-SS) oziroma Oborožena SS se je razvila iz SS.

## Zgodovina

### 1939
Ime Waffen-SS se je pojavilo šele 1. decembra 1939  in s tem nazivom so označevali vse oborožene enote pod okriljem SS, ki so se vojaško udejstvovale.
Med prvo vojaško kampanjo enot SS se je izkazalo, da enote SS niso navajene sodobnega bojišča in sodelovanja z drugimi rodovi oboroženih sil. Edina rešitev tega problema je bila ustanovitev samostojne W-SS divizije. Zato je bila 19. oktobra 1939 ustanovljena prva SS-divizija z imenom »SS-Division Verfügungstruppe« z vsemi nujnimi divizijskimi enotami (artilerija, tankovske enote, izvidniške enote, oskrbovalne enote ) ter popolnoma neodvisna.
Iz treh oboroženih skupin (LSSAH, SS-Verfügungstruppen, SS-Totenkopfverbände) pod okriljem SS se je z združitvijo, reorganizacijo in razširjenjem razvila Waffen-SS.

### 1939–1942
Obdobje pozitivnega razvoja lahko poimenujemo tudi klasično obdobje enot W-SS, ki je trajalo vzporedno z obdobjem dokazovanja. V tem času se je W-SS širila počasi, a kvalitetno. S popolnitvijo starih, preizkušenih enot so ustvarili dobre bojne enote, kar so dokazovali uspehi na bojišču.
V tem času so veljali še kar strogi vpisni pogoji, zato so bile te nove generacije SS-rekrutov dobre, saj so sprejemali zahodne prostovoljce in rasno ustrezne vzhodne prostovoljce, ki so zadostili kriterijem.

### 1942–1945
Kot obdobje negativnega razvoja navajam obdobje od leta 1942 do leta 1945.
Takrat se je organizacije W-SS popolnila z (večino neustreznih in vojaško slabih) vzhodnimi prostovoljci. Iz teh skupin prostovoljcev so na veliko ustvarjali nove enote (predvsem divizije in legije), ki pa se večinoma niso izkazala kot frontne enote. Hitro ustanavljanje teh »nacionalnih« enot W-SS je resda povečal obseg W-SS, a te novoustanovljene enote niso bile bojno izkušene, moštvo je bilo slabo izurjeno in same enote niso bile popolnjene do konca. Namesto teh novih enot bi morali slediti počasnemu razvoju, kot je bilo včasih.
Elitizem enot W-SS je počasi propadal.

### 1945
Propad organizacije W-SS se je začel januarja 1945, istočasno z zlomom tretjega rajha. Večina enot W-SS je bila popolnoma ali delno uničena v bojih. V tem obdobju je elitizem enota W-SS popolnoma propadel.
Čeprav so se enote W-SS krčevito branile in s tem daljšale agonijo tretjega rajha in njenih prebivalcev ter tako upravičevale sloves dobrih vojakov, je kadrovsko W-SS čisto propadla. Od prvih generacij, ki niso smele imeti kriminalne kartoteke, se je rekrutni tempo sprevrgel v grotesko – v elitno organizacijo so sprejemali tudi kriminalne osebe, ki so do tedaj veljale za asocialne in nevarne tretjemu rajhu. To so bili predvsem nemški in avstrijski preddelavci, kapoji in tisti interniranci, ki so se izkazali v taboriščnem življenju. Interniranci niso v enote W-SS vstopili prostovoljno, ampak so jih mobilizirali pod grožnjo, da jih bodo drugače usmrtili. Ti novi pripadniki niso dali nobene prisege, kot so jih dali ostali pripadniki W-SS.

### Načrt za W-SS
Hitler je napovedal, da bo njegov rajh trajal 1.000 let (v resnici je trajal le 12 let) in v tej nacistični zgodovini sveta bi W-SS prevzela vodilno vlogo v vojaški organizaciji.
Himmler je bil velik ljubitelj germanske zgodovine in mistike. O sebi je govoril, da je duhovna reinkarnacija nemškega kralja Henrika I., ki je ubranil nemške dežele pred vdori Slovanov. Hotel je ustvarili SS kot elito nacistične diktature, enote W-SS pa naj bi bile naslednice nemških viteških redov – tevtonskih vitezov. Organizacija SS je prevzela tudi barve viteškega reda – črna in bela.
Naloga W-SS je bila torej »širiti« nemštvo oziroma germanstvo na vzhod, kjer bi zasedli potrebne širjave za rajh. Po koncu vojne, ki se bi končala v korist Nemčije in sil osi, bi veteranom enot W-SS razdelili zasedeno posest na vzhodu in bi tvorili nekakšen obrambni-kmetijski pas nemškega rajha. Po vojni bi W-SS izpodrinila redno nemško kopensko vojsko in sama postala jedro nemške državne vojske. Nemčija oziroma veliki tretji nemški rajh bi postala SS-država, v kateri bi živeli le plavolasi, modrooki Nordijci, ki bi bili pripadniki SS .
Čast vsakega nemškega državljana bi bila, da lahko služi v enotah W-SS. Celotno šolanje je temeljilo na priprava za služenje vojaškega roka. Vojaško usposabljenje se je začelo pri 10 letih, ko je fant vstopil v Nemško mladež (Jungvolk; dekleta so vstopila v sestrsko organizacijo Jungmädchen). Pri 14 je napredoval v Hitlerjevo mladino (Hitlerjugend). Pri 18 letih je mladenič vstopil v vrste RADa, odslužil delovni rok in vstopil v vojsko. Po odsluženem vojaškem roku bi postal rezervist. Ves ta čas naj bi bil vzoren predstavnik rajha, dober vojak in poslušen nacist.
Himmler je začel tudi z nekakšno rodovno selekcijo. Ustanovili je organizacijo Lebensborn, ki je imela nalogo ohraniti in oplemenititi nemško kri z načrtno selekcijo mater in očetov, ki so nato »darovali« predvsem sinove pa tudi hčere na »oltar nacizma«. Vsak pripadnik SS je moral prispevati del svoje plače za to organizacijo. Zaslužni vojaki W-SS, ki so bili nordijskega porekla, nordijskega izgleda, nacističnega prepričanja, brez dednih in duševnih bolezni in dobri vojaki, so lahko sodelovali v načrtih te organizacije, tako da so oplodili žensko, ki jim jo je izbrala organizacija. Tako so vojaki sprostili svojo spolno napetost in Hitler je dobil svoje vojake. Poleg tega je organizacija skrbela za mlade, samske matere ter organizirala je posvojitve (po navadi ugrabljenih) otrok nordijskega porekla in izgleda. Še na en način so poskrbeli za naraščaj pripadnikov SS. Vsak član SS je moral do določenega leta imeli določeno število (zakonskih ali izvenzakonskih) otrok, drugače je plačeval višjo članarino za Lebensborn.
Himmlerju je uspela tudi neverjetna integriranost organizacije SS v družbene institucije in skupine tretjega rajha. Tako ni bilo nobene organizacije ali društva, ki ni bila pod nadzorom SS-a.
Po vojni bi enote W-SS reorganizirali v državno policijsko silo. Njene bojne izkušnje in pridobljena slava bi jim pomagala opravljati to delo. W-SS bi lahko maksimalno dosegla 10 % mirnodobne sestave kopenske vojske; tj. 6 divizij W-SS.

## Trenja med W-SS in Wehrmachtom
Čeprav so se enote W-SS in redne kopenske vojske skupaj borile, je bilo med njimi na bojišču prisotna napetost, ki je vplivala na bojno delovanje proti sovražniku in celo do skorajšnjih spopadov med njimi. Nasprotja so izhaja iz naslednjih problemov:
- prvo in glavno dejstvo je bila tradicija. Medtem, ko je tradicija redne kopenske vojske zelo dolga in sega v 14. stoletje, so se enote W-SS komaj dobro razvile v vojaške formacije. Prusko vzgojeni oficirji niso mogli sprejeti dejstva, da se istočasno razvija še druga državna vojska pod okriljem NSDAP.
- medtem, ko so enote W-SS izhajale oziroma so bile pod okriljem nacistične stranke, pripadniki redne vojske niso smeli biti člani nobenih političnih strank. Ker so bile enote W-SS pod okriljem NSDAP, so imele prednost pred redno vojsko.
- čeprav je organizacija W-SS v povojih, je imela delno prednost v dobavi nove opreme in orožja pred dolgoletno državno vojsko. To je bil predvsem zaradi dejstva, da je SS nadzorovala nekatere tovarne in objekte oborožitvene industrije in je pošiljala potrebno blago k W-SS
- med tem ko so bili člani redne vojske poklicni vojaki – profesionalci, so vojaki W-SS izhajali iz delavskega ali meščanskega sloja. Njihova osnovna izobrazba je bila pomanjkljiva in malo je bilo dobro izurjenih kadrov. Poveljujočim oficirjem W-SS so očitali prevelik fanatizem – vse za dosego cilja - , ki je vodil do velikih izgub v enotah W-SS.

Odnos med W-SS in redno vojsko je kazilo tudi dejstvo, da bi po (uspešno) končani vojni W-SS prevzela vlogo redne vojske in postala edina oborožene vojaška sila v rajhu.
Trenje med obema vojaškima konkurentoma pa se je še okrepilo po 20. juniju 1944, ko so nekateri vodilni predstavniki kopenske vojske sodelovali v ponesrečenem atentatu na Hitlerja. Po tem dogodku je uradni pozdrav v vojski postal »nemški pozdrav«, uvedli so nacionalsocialistične (politične) oficirje

## Organizacija in struktura

### Organizacija
Organizacija W-SS se je v veliki meri naslanjala na krovno organizacijo SS in njene podorganizacije, malo manj pa na redno vojsko. S tem so dosegli skoraj neodvisno delovanje W-SS od redne vojske.
Organizacijska shema organizacije W-SS je bila zelo preprosta. Na vrhu sheme je bila SS-Führungshauptamt (SS-FHA), ki je nadzorovala celotno W-SS; torej enote in ustanove W-SS.

### Struktura
- glej enote Waffen-SS
- glej ustanove Waffen-SS

## Pripadniki
Prvi pripadniki Waffen-SS, ki so bili sami prostovoljci, so morali ustrezati strogim rasnim, fizičnim, zdravstvenim, političnim, pogojem, da so lahko vstopili. Z razvojem druge svetovne vojne je postal dotok prostovoljcev premajhen, zato so pričeli tudi z naborom (nemški vojaški obvezniki so lahko pristopili v Wehrmacht ali Waffen-SS), novačenjem tujcev, ki so rasno ustrezali (predvsem Skandinavcev) in prisilno mobilizacijo na okupiranih področjih. Ob koncu vojne je bilo v vrstah W-SS okoli 1.100.000 vojakov.

## Zunanji izgled

### Čini Waffen-SS
glej Čini Waffen-SS

### Uniforme
glej Uniforme Waffen-SS

### Oznake
glej Oznake Waffen-SS